# 末広運河
末広運河（すえひろうんが）は、神奈川県川崎市川崎区に存在する運河。京浜工業地帯である川崎区南側の埋立地を通っている。

## 地理

### 隣接している区画・運河

#### 区画
- 夜光
- 小島町

#### 運河
- 千鳥運河
- 多摩運河
- 大師運河

## 運河データ
- 起点:千鳥運河・多摩運河・大師運河との合流点
- 終点:川崎区小島町6番地周辺（小島新田物揚場付近）
- 長さ:540メートル[1]
- 幅:75～290メートル[1]
- 水深:2～4.5メートル[1]

この水域は運河であると同時に、「末広運河泊地」という名称もついている。